# غيظ

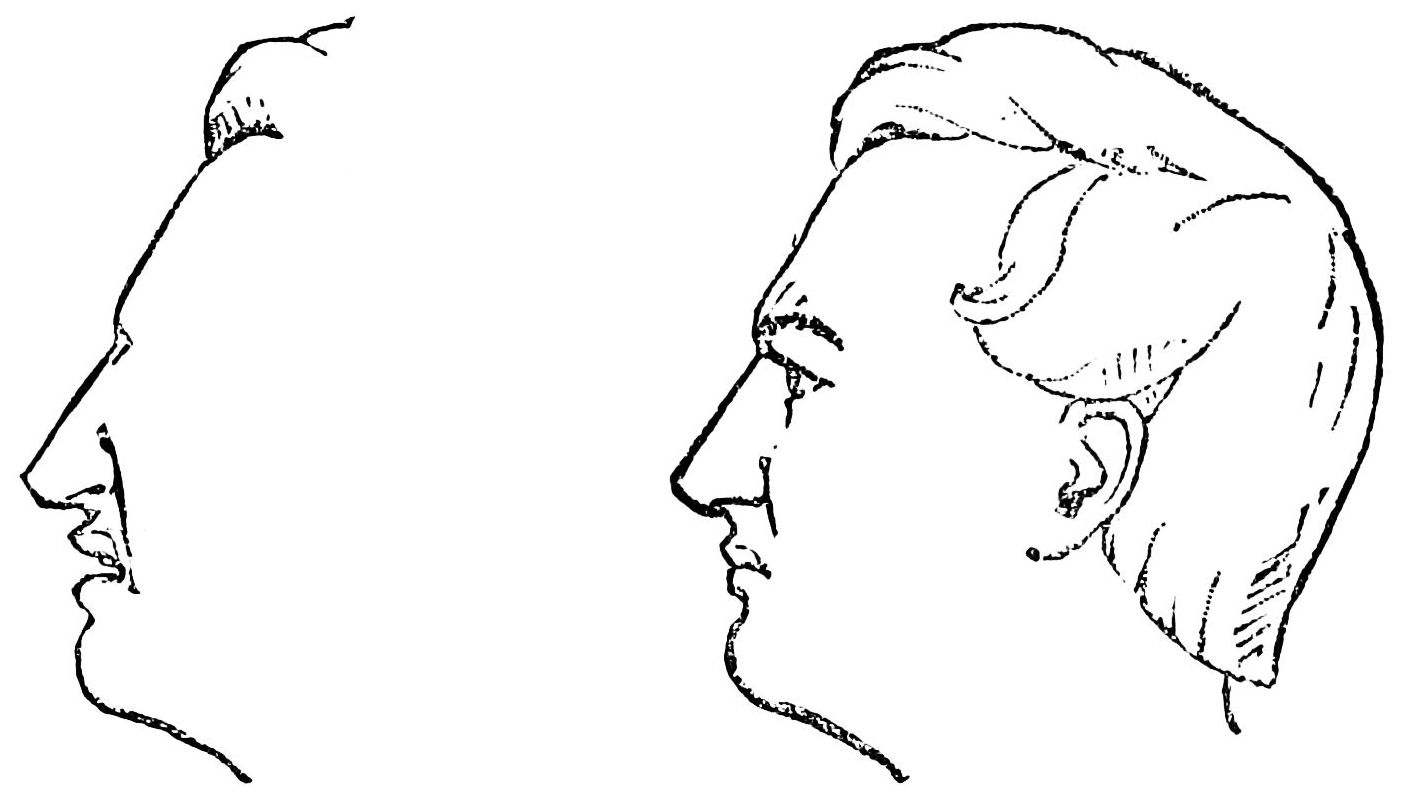

الغيظ هو إحساسٌ مرٌ بالغضب أو الكراهية، على سبيل المثال) ورأى نتيجة حقيقية أو متوهمة يأتيه الباطل. روبرت سي سليمان، أستاذ الفلسفة في جامعة تكساس في أوستن، يضع الاستياء على خط التواصل نفسه مع الازدراء والغضب. ووفقا له، فإن الاختلافات بين المشاعر الثلاثة هي كما يلي: يتم توجيه الاستياء تجاه الأفراد ذوي مكانة اجتماعية أعلى، يتم توجيه الغضب تجاه الأفراد على قدم المساواة الوضع ويتم توجيه ازدراء تجاه الأفراد الوضع أقل.
يمكن أن تسبب استياء من قبل تجربة مقلقة عاطفيا شعرت مرة أخرى أو معيش في العقل. عندما شخص استياء الشعور هو توجيه العاطفة في حد ذاتهما يبدو كما الندم.

## ترجمات
ورد في ترجمة الكلمة (الإنكليزية Resentment) الكلمات التالية: الغيظ أو الاستياء أو الحقد أو الحفيظة أو الحِفظة أو الضغينة أو المُوجِدَة أو النَّقمة أو الشراسة أو الفظاظة أو الغيل أو الامتعاض أو الشعور بالمهانة.

## الأسباب
استياء يمكن أن تنجم عن مجموعة متنوعة من الحالات، تنطوي على مخالفات ينظر من الفرد، وغالبا ما أثارت من قبل التعبير عن الظلم أو الإذلال. وتشمل المصادر المشتركة من الاستياء الحوادث مهينة علنا مثل قبول العلاج سلبية من دون التعبير عن أي احتجاج، كائن من التمييز أو التحيز العادية، والحسد / الغيرة، والشعور المستخدمة أو الاستفادة من قبل الآخرين، وبعد الإنجازات يذهب غير المعترف بها، في حين أن آخرين تنجح بدون العمل كما الثابت. ويمكن أيضا أن تتولد استياء التفاعلات الديناميكية، مثل رفض عاطفي أو إنكار من قبل شخص آخر، إحراج متعمد أو التحقير من قبل شخص آخر، أو الجهل، ووضع أسفل، أو الازدراء من قبل شخص آخر.

## علامات
على عكس العديد من العواطف، وليس لديها استياء به الفيزيائية المتعلقة حصرا إلى أن التلغراف عندما يكون الشخص يشعر هذه العاطفة. ومع ذلك، قد يكون تعرض التعبيرات الجسدية المرتبطة العواطف ذات الصلة مثل الغضب والحسد، مثل الحواجب مجعد أو الأسنان البارد.
استياء يمكن أن تكون النفس في تشخيص من خلال البحث عن علامات مثل الحاجة إلى تنظيم العاطفة، مثل تزوير السعادة بينما مع شخص لتغطية المشاعر الحقيقية تجاهه أو التحدث بطريقة ساخرة أو مهينة أو عن الشخص. ويمكن أيضا أن تشخيصه من خلال ظهور حالة الهياج أو المرتبطة الاكتئاب العواطف، مثل الشعور بالاكتئاب أو القنوط لسبب غير مفهوم، وأصبحت غاضبا دون سبب واضح، أو كوابيس أو أحلام اليقظة مقلقة حول الشخص.

## الآثار
الاستياء هو أقوى عندما يشعر أنه شخص منهم نحو الفرد هي قريبة أو حميمة مع. لديك إصابة مما أدى إلى مشاعر الاستياء الناجم عن صديق أو أحد أفراد أسرته يترك شعور الفرد خيانة وكذلك بالاستياء، ويمكن لهذه المشاعر يكون لها تأثيرات عميقة.
الاستياء هو الشرط المنهكة التي عاطفيا، عندما لم تحل بعد، يمكن أن يكون لها مجموعة متنوعة من نتائج سلبية على الشخص تعاني من ذلك، بما في ذلك نزق أو الحدة عند التفكير في الشخص استياء، والحرمان من الغضب أو الكراهية ضد هذا الشخص، أو الاستثارة والاستفزاز الغضب عندما ومن المسلم به هذا الشخص بشكل إيجابي. يمكن أن يكون أيضا المزيد من الآثار طويلة الأجل، مثل وضع عدائية، ساخرة، والموقف الساخرة التي قد تصبح حاجزا ضد علاقات صحية أخرى، وعدم نمو الشخصية والعاطفية، وصعوبة في الكشف عن الذات، المتاعب الآخرين الثقة، وفقدان الثقة بالنفس، وإفراط. على النقيض من ذلك، لا يملك أي استياء آثار سلبية مباشرة على الشخص استياء، باستثناء تدهور العلاقة المعنيين.
وما يزيد من تعقيد هذه الآثار السلبية، استياء كثير من الأحيان وظائف في دوامة. خفض مشاعر الاستياء قبالة الاتصالات بين الشخص بالاستياء والشخص انه أو انها تشعر ارتكب خطأ، ويمكن أن يؤدي إلى الخلل في الاتصالات المستقبلية وتطوير مزيد من بالاستياء العواقب التي تحملها، بالاستياء تشكل خطرا على العيش مع وتحتاج إلى أن تكون التعامل معها. الاستياء هو عقبة أمام عودة العلاقات المعنوية متساوية بين الأشخاص، ويجب أن يتم التعامل معها وشطب عن طريق الاستبطان والمغفرة.
توصي علم النفس جيمس J. ميسينا خمس خطوات لمواجهة وحل مشاعر الاستياء:
- تحديد مصدر مشاعر الاستياء وما هو عليه الشخص فعل لاستحضار هذه
- تطوير طريقة جديدة للنظر إلى الحياة في الماضي والحاضر والمستقبل، بما في ذلك كيف أثرت استياء الحياة وكيف استغنائه عن الاستياء يمكن تحسين المستقبل
- إرسال بريد إلكتروني إلى مصدر الاستياء، والجرائم القائمة وشرح الظروف، ثم يغفر وترك من الجرائم (ولكن لا ترسل الرسالة)
- تصور المستقبل دون الأثر السلبي للاستياء
- وفي حالة مشاعر الاستياء ما زالت تتلكأ، والعودة إلى الخطوة 1 وتبدأ مرة أخرى.